# Kapp Records
La Kapp Records è stata una casa discografica statunitense.

## Storia
La Kapp Records venne fondata nel 1953 da David Kapp, che aveva precedentemente lavorato per la Decca Records, inaugurata da suo fratello Jack Kapp nel 1934, e la RCA Victor.
Il catalogo della Kapp Records comprende dischi di Louis Armstrong, The Searchers, Françoise Hardy, Sonny & Cher, Burt Bacharach, Fred Astaire, Sergio Franchi, Silver Apples, The Flying Machine, Stephen Monahan e molti altri. La Kapp Records deteneva diverse sussidiarie tra cui la Medallion, la Congress e la Four Corners.
Nel 1967 David Kapp vendette la sua azienda alla MCA Records. La Kapp Records venne chiusa nel 1973.